# Divina Galica
Divina Mary Galica OBE (Bushey Heath, 13 de agosto de 1944) é uma ex-piloto profissional de automóveis britânica.
Divina também foi uma atleta olímpica, defendo a bandeira da Grã Bretanha nas provas de Esqui alpino, Slalom e/ou Esqui de velocidade nos Jogos Olímpicos de Inverno de Innsbruck-1964, Jogos Olímpicos de Inverno de Grenoble-1968,
Jogos Olímpicos de Inverno de Sapporo-1972 e nos Jogos Olímpicos de Inverno de Albertville -1992. Com isso, ela é uma das 7 pessoas que foram pilotos de Formula 1 e também competiram em Jogos Olímpicos, sendo a única mulher desta lista.

## Carreira

### Automobilismo
Aceitando um convite para uma corrida de automóveis com celebridades, Galica surpreendeu a todos com seu talento dirigindo. Ela finalmente assumiu automobilismo como uma segunda carreira, no kart, caminhões e até carros de Fórmula 1 brevemente para a equipe Hesketh. Ela participou de treinos para três grandes prêmios, mas nunca se classificou para nenhum. Entretanto, Galica é parte da história por causa do Grande Prêmio da Grã-Bretanha de 1976, o único na história em que duas mulheres estavam inscritas, Divina Galica e Lella Lombardi, porém ambas não se classificaram.
Sua carreira inclui passagens pela Fórmula Renault, Fórmula Vauxhall Lotus e Fórmula 2.

### Jogos Olímpicos de Inverno
Aos 20 anos, Divina participou de seus primeiros Jogos Olímpicos de Inverno em Innsbruck 1964, competindo no Esqui alpino e no Slalom. Ela também participou nas duas edições seguintes: Jogos Olímpicos de Inverno de 1968, em Grenoble, e Jogos Olímpicos de Inverno de 1972, em Sapporo. Nas duas últimas, Galica foi a capitã do time feminino britânico de ski, também chegou ao recorde de velocidade em esqui alpino (125 mph).
Em 1992, ela voltou para as Olimpíadas de Inverno e representando a Grã-Bretanha no esqui de velocidade.

## Fórmula 1
(Legenda
| Ano  | Equipe                         | Chassi       | Motor                | 1        | 2        | 3   | 4   | 5   | 6   | 7   | 8   | 9        | 10  | 11  | 12  | 13  | 14  | 15  | 16  | Pontos | Posição |
| ---- | ------------------------------ | ------------ | -------------------- | -------- | -------- | --- | --- | --- | --- | --- | --- | -------- | --- | --- | --- | --- | --- | --- | --- | ------ | ------- |
| 1976 | Shellsport                     | Surtees TS16 | Ford Cosworth DFV V8 | BRA      | AFS      | USW | ESP | BEL | MON | SUE | FRA | GBR NQ G | ALE | AUT | NED | ITA | CAN | EUA | JAP | —      | —       |
| 1978 | Olympus Cameras/Hesketh Racing | Hesketh 308E | Ford Cosworth DFV V8 | ARG NQ G | BRA NQ G | AFS | USW | MON | BEL | ESP | SUE | FRA      | GBR | ALE | AUT | NED | ITA | EUA | CAN | —      | —       |